# Matt Hackett
Matthew "Matt" Hackett, född 7 mars 1990, är en kanadensisk professionell ishockeymålvakt som tillhör NHL-organisationen Anaheim Ducks och spelar för San Diego Gulls i AHL. Han har tidigare spelat på NHL–nivå för Minnesota Wild och Buffalo Sabres och på lägre nivåer för Houston Aeros och Rochester Americans i AHL och Windsor Spitfires och Plymouth Whalers i OHL.
Hackett draftades i tredje rundan i 2009 års draft av Minnesota Wild som 77:e spelare totalt.
Han är brorson till den före detta ishockeymålvakten Jeff Hackett som spelade 500 matcher i NHL mellan 1988 och 2004.

## Statistik
M = Matcher, V = Vinster, F = Förluster, O = Oavgjorda, ÖF = Förluster på övertid eller straffar, MIN = Spelade minuter, IM = Insläppta Mål, N = Hållit nollan, GIM = Genomsnitt insläppta mål per match, R% = Räddningsprocent

### Grundserie
| Källa: Uppdaterad: 2014-04-04 | Källa: Uppdaterad: 2014-04-04 | Källa: Uppdaterad: 2014-04-04 | Källa: Uppdaterad: 2014-04-04 | Källa: Uppdaterad: 2014-04-04 | Källa: Uppdaterad: 2014-04-04 | Källa: Uppdaterad: 2014-04-04 | Källa: Uppdaterad: 2014-04-04 | Källa: Uppdaterad: 2014-04-04 | Källa: Uppdaterad: 2014-04-04 | Källa: Uppdaterad: 2014-04-04 | Källa: Uppdaterad: 2014-04-04 | Källa: Uppdaterad: 2014-04-04 |  |
| Säsong                        | Lag                           | Liga                          | M                             | V                             | F                             | O                             | ÖF                            | MIN                           | IM                            | N                             | GIM                           | R%                            |  |
| ----------------------------- | ----------------------------- | ----------------------------- | ----------------------------- | ----------------------------- | ----------------------------- | ----------------------------- | ----------------------------- | ----------------------------- | ----------------------------- | ----------------------------- | ----------------------------- | ----------------------------- |  |
| 2006–2007                     | London Jr. Knights            | AH                            | 38                            | 28                            | 7                             | 3                             | —                             | —                             | 52                            | 20                            | 1.39                          | —                             |  |
|                               | St. Catharines Falcons        | GHL                           | 16                            | 7                             | 7                             | 0                             | —                             | 902                           | 63                            | 0                             | 4.19                          | .902                          |  |
|                               | Windsor Spitfires             | OHL                           | 7                             | 0                             | 7                             | 0                             | —                             | 429                           | 36                            | 0                             | 5.04                          | .859                          |  |
| 2007–2008                     | Windsor Spitfires             | OHL                           | 4                             | 1                             | 1                             | 0                             | —                             | 130                           | 10                            | 0                             | 4.61                          | .855                          |  |
|                               | Plymouth Whalers              | OHL                           | 18                            | 6                             | 9                             | 1                             | —                             | 978                           | 56                            | 0                             | 3.44                          | .901                          |  |
| 2008–2009                     | Plymouth Whalers              | OHL                           | 55                            | 34                            | 15                            | 3                             | —                             | 3036                          | 154                           | 2                             | 3.04                          | .913                          |  |
| 2009–2010                     | Plymouth Whalers              | OHL                           | 56                            | 33                            | 18                            | 3                             | —                             | 3165                          | 138                           | 4                             | 2.62                          | .925                          |  |
| 2010–2011                     | Houston Aeros                 | AHL                           | 45                            | 23                            | 16                            | 4                             | —                             | 2552                          | 101                           | 2                             | 2.37                          | .916                          |  |
| 2011–2012                     | Minnesota Wild                | NHL                           | 12                            | 3                             | 6                             | —                             | 0                             | 556                           | 22                            | 0                             | 2.37                          | .922                          |  |
|                               | Houston Aeros                 | AHL                           | 44                            | 20                            | 17                            | 6                             | —                             | 2546                          | 101                           | 1                             | 2.38                          | .917                          |  |
| 2012–2013                     | Minnesota Wild                | NHL                           | 1                             | 0                             | 1                             | —                             | 0                             | 59                            | 5                             | 0                             | 5.08                          | .848                          |  |
|                               | Houston Aeros                 | AHL                           | 43                            | 19                            | 20                            | 3                             | —                             | 2574                          | 114                           | 0                             | 2.66                          | .907                          |  |
|                               | Rochester Americans           | AHL                           | 3                             | 3                             | 0                             | 0                             | —                             | 185                           | 5                             | 0                             | 1.62                          | .955                          |  |
| 2013–2014                     | Buffalo Sabres                | NHL                           | 4                             | 1                             | 2                             | —                             | 1                             | 201                           | 11                            | 0                             | 3.28                          | .908                          |  |
|                               | Rochester Americans           | AHL                           | 33                            | 13                            | 17                            | 2                             | —                             | 1952                          | 100                           | 0                             | 3.07                          | .898                          |  |
| NHL totalt                    | NHL totalt                    | NHL totalt                    | 17                            | 4                             | 9                             | —                             | 1                             | 816                           | 38                            | 0                             | 2.80                          | .912                          |  |
| AHL totalt                    | AHL totalt                    | AHL totalt                    | 168                           | 78                            | 70                            | 15                            | —                             | 9809                          | 421                           | 3                             | 2.42                          | .918                          |  |
| OHL totalt                    | OHL totalt                    | OHL totalt                    | 140                           | 74                            | 50                            | 7                             | —                             | 7738                          | 394                           | 6                             | 3.75                          | .890                          |  |

### Slutspel
| Säsong     | Lag                 | Liga       | M  | V  | F  | MIN  | IM | N | GIM  | R%    |
| ---------- | ------------------- | ---------- | -- | -- | -- | ---- | -- | - | ---- | ----- |
| 2006–2007  | London Jr. Knights  | AH         | 6  | 5  | 1  | —    | 12 | 2 | 2.00 | —     |
| 2007–2008  | Plymouth Whalers    | OHL        | 1  | 0  | 0  | 16   | 0  | 0 | 0.00 | 1.000 |
| 2008–2009  | Plymouth Whalers    | OHL        | 11 | 6  | 5  | 638  | 32 | 1 | 3.01 | —     |
| 2009–2010  | Plymouth Whalers    | OHL        | 8  | 3  | 4  | 429  | 24 | 0 | 3.36 | .919  |
| 2010–2011  | Houston Aeros       | AHL        | 24 | 14 | 10 | 1465 | 61 | 1 | 2.50 | .903  |
| 2011–2012  | Houston Aeros       | AHL        | 2  | 0  | 2  | 61   | 6  | 0 | 5.93 | .897  |
| 2012–2013  | Rochester Americans | AHL        | 1  | 0  | 1  | 58   | 2  | 0 | 2.08 | .900  |
| AHL totalt | AHL totalt          | AHL totalt | 27 | 14 | 13 | 1584 | 69 | 1 | 3.50 | .900  |
| OHL totalt | OHL totalt          | OHL totalt | 20 | 9  | 9  | 1083 | 56 | 1 | 2.12 | .959  |